# Planolinoides duplex
Planolinoides duplex är en skalbaggsart som beskrevs av Leconte 1878. Planolinoides duplex ingår i släktet Planolinoides och familjen Aphodiidae. Inga underarter finns listade i Catalogue of Life.